# Rayleigh-Zahl
Die Rayleigh-Zahl {\displaystyle Ra} (nach John William Strutt, 3. Baron Rayleigh) ist eine dimensionslose Kennzahl, die den Charakter der Wärmeübertragung innerhalb eines Fluids beschreibt:
- wenn die Rayleigh-Zahl einen kritischen Wert für das Fluid übersteigt, ist die Wärmeübertragung primär durch Konvektion gegeben.
- wenn sie unterhalb des kritischen Wertes bleibt, ist die Wärmeübertragung primär durch Wärmeleitung gegeben.

{\displaystyle Ra_{l,c}=Gr_{l,c}\cdot Pr={\frac {g\cdot \beta }{\nu ^{2}}}\cdot (T_{s}-T_{\infty })\cdot l^{3}\cdot Pr}
wobei
- {\displaystyle Gr_{l,c}} = die dimensionslose Grashof-Zahl
- {\displaystyle Pr} = die dimensionslose Prandtl-Zahl
- {\displaystyle g}  = Schwerebeschleunigung (z. B. Erdbeschleunigung in SI-Einheiten 9,81 m/s²)
- {\displaystyle \beta } = Wärmeausdehnungskoeffizient (in SI-Einheiten 1/K)
- {\displaystyle \nu }  = kinematische Viskosität des Fluids (in SI-Einheiten m²/s)
- {\displaystyle T_{s}} = charakteristische Temperatur (in SI-Einheiten K)
- {\displaystyle T_{\infty }} = Ruhetemperatur (in SI-Einheiten K)
- {\displaystyle l} = charakteristische Länge (in SI-Einheiten m)